# Скельковский сельский совет (Васильевский район)
Скельковский сельский совет (укр. Скельківська сільська рада) — входит в состав
Васильевского района
Запорожской области
Украины.
Административный центр сельского совета находится в 
с. Скельки.

## История
- 1929 — дата образования.

## Населённые пункты совета
- с. Скельки
- с. Златополь
- с. Маячка
- с. Першотравневое
- с. Шевченко